# Eleições europeias de 2019 em Vila Nova de Gaia

## Resultados Oficiais
| Partido                 | Partido                        | Votos   | %               | +/-  |
| ----------------------- | ------------------------------ | ------- | --------------- | ---- |
|                         | Partido Socialista             | 36 996  | 35,50 / 100,00  | 0,98 |
|                         | Partido Social Democrata       | 21 190  | 20,33 / 100,00  | -    |
|                         | Bloco de Esquerda              | 12 201  | 11,71 / 100,00  | 6,28 |
|                         | Pessoas–Animais–Natureza       | 6 531   | 6,27 / 100,00   | 4,32 |
|                         | Coligação Democrática Unitária | 5 720   | 5,49 / 100,00   | 5,99 |
|                         | CDS – Partido Popular          | 4 982   | 4,78 / 100,00   | -    |
|                         | LIVRE                          | 1 754   | 1,68 / 100,00   | 0,33 |
|                         | Nós, Cidadãos!                 | 1 682   | 1,61 / 100,00   | Novo |
|                         | Aliança                        | 1 496   | 1,44 / 100,00   | Novo |
|                         | Iniciativa Liberal             | 1 157   | 1,11 / 100,00   | Novo |
|                         | Outros (com menos de 1,00%)    | 3 462   | 3,32 / 100,00   |      |
| Votos Inválidos         | Votos Inválidos                | 7 043   | 6,76 / 100,00   | 0,96 |
| Total                   | Total                          | 104 214 | 100,00 / 100,00 |      |
| Eleitorado/Participação | Eleitorado/Participação        | 266 643 | 39,08 / 100,00  | 1,10 |

## Resultados por Freguesia
Os resultados seguintes referem-se aos partidos que obtiveram mais de 1,00% dos votos:
| Freguesia                            | %     | %     | %     | %    | %    | %    | %    | %    | %    | %    | Votantes |
| Freguesia                            | PS    | PSD   | BE    | PAN  | CDU  | CDS  | L    | NC!  | A    | IL   | Votantes |
| ------------------------------------ | ----- | ----- | ----- | ---- | ---- | ---- | ---- | ---- | ---- | ---- | -------- |
| Arcozelo                             | 27,54 | 25,20 | 10,60 | 6,39 | 4,67 | 8,07 | 1,79 | 1,83 | 1,95 | 1,95 | 5 243    |
| Avintes                              | 45,25 | 14,39 | 9,69  | 4,43 | 8,78 | 3,72 | 1,40 | 0,85 | 1,26 | 0,66 | 3 655    |
| Canelas                              | 36,96 | 19,09 | 12,97 | 5,54 | 4,54 | 3,66 | 1,43 | 1,29 | 1,19 | 0,96 | 4 186    |
| Canidelo                             | 37,79 | 16,17 | 14,05 | 6,72 | 5,91 | 3,84 | 1,64 | 1,71 | 1,08 | 1,14 | 9 703    |
| Grijó e Sermonde                     | 35,23 | 26,97 | 9,32  | 5,02 | 3,61 | 4,62 | 1,14 | 1,08 | 1,19 | 0,70 | 3 875    |
| Gulpilhares e Valadares              | 32,27 | 20,50 | 10,62 | 7,11 | 6,18 | 5,70 | 1,80 | 2,41 | 1,78 | 1,38 | 7 458    |
| Madalena                             | 36,06 | 18,45 | 12,05 | 6,35 | 5,56 | 4,57 | 1,22 | 3,75 | 1,38 | 1,38 | 3 702    |
| Mafamude e Vilar do Paraíso          | 31,91 | 21,47 | 13,35 | 7,11 | 5,89 | 4,56 | 2,07 | 1,90 | 1,73 | 1,22 | 18 625   |
| Oliveira do Douro                    | 40,25 | 16,24 | 11,47 | 6,86 | 6,86 | 3,53 | 1,91 | 1,24 | 1,13 | 0,74 | 7 730    |
| Pedroso e Seixezelo                  | 37,94 | 21,12 | 10,15 | 5,46 | 3,97 | 4,62 | 1,52 | 1,27 | 1,71 | 0,86 | 6 781    |
| Sandim, Olival, Lever e Crestuma     | 35,32 | 27,34 | 7,50  | 3,78 | 7,58 | 3,07 | 0,95 | 0,98 | 0,98 | 0,51 | 6 119    |
| Santa Marinha e São Pedro da Afurada | 35,01 | 18,98 | 13,21 | 6,61 | 6,29 | 4,24 | 2,02 | 1,44 | 1,47 | 1,43 | 12 141   |
| São Félix da Marinha                 | 33,81 | 23,89 | 9,76  | 5,87 | 4,04 | 6,17 | 1,59 | 1,69 | 1,77 | 1,41 | 4 978    |
| Serzedo e Perosinho                  | 36,07 | 23,03 | 10,26 | 5,89 | 4,18 | 5,15 | 1,16 | 1,16 | 1,19 | 0,80 | 4 638    |
| Vilar de Andorinho                   | 40,56 | 14,83 | 13,01 | 6,80 | 6,34 | 3,05 | 1,75 | 1,21 | 1,04 | 0,82 | 5 380    |
| Vila Nova de Gaia                    | 35,50 | 20,33 | 11,71 | 6,27 | 5,49 | 4,78 | 1,68 | 1,61 | 1,44 | 1,11 | 104 214  |

#### Arcozelo
| Partido                 | Partido                        | Votos  | %               | +/-  |
| ----------------------- | ------------------------------ | ------ | --------------- | ---- |
|                         | Partido Socialista             | 1 444  | 27,54 / 100,00  | 0,33 |
|                         | Partido Social Democrata       | 1 321  | 25,20 / 100,00  | -    |
|                         | Bloco de Esquerda              | 556    | 10,60 / 100,00  | 5,95 |
|                         | CDS – Partido Popular          | 423    | 8,07 / 100,00   | -    |
|                         | Pessoas–Animais–Natureza       | 335    | 6,39 / 100,00   | 4,39 |
|                         | Coligação Democrática Unitária | 245    | 4,67 / 100,00   | 4,36 |
|                         | Aliança                        | 102    | 1,95 / 100,00   | Novo |
|                         | Iniciativa Liberal             | 102    | 1,95 / 100,00   | Novo |
|                         | Nós, Cidadãos!                 | 96     | 1,83 / 100,00   | Novo |
|                         | LIVRE                          | 94     | 1,79 / 100,00   | 0,66 |
|                         | Outros (com menos de 1,00%)    | 158    | 3,00 / 100,00   |      |
| Votos Inválidos         | Votos Inválidos                | 367    | 7,00 / 100,00   | 1,33 |
| Total                   | Total                          | 5 243  | 100,00 / 100,00 |      |
| Eleitorado/Participação | Eleitorado/Participação        | 13 147 | 39,88 / 100,00  | 2,58 |

#### Avintes
| Partido                 | Partido                                         | Votos | %               | +/-  |
| ----------------------- | ----------------------------------------------- | ----- | --------------- | ---- |
|                         | Partido Socialista                              | 1 654 | 45,25 / 100,00  | 4,29 |
|                         | Partido Social Democrata                        | 526   | 14,39 / 100,00  | -    |
|                         | Bloco de Esquerda                               | 354   | 9,69 / 100,00   | 5,57 |
|                         | Coligação Democrática Unitária                  | 321   | 8,78 / 100,00   | 7,41 |
|                         | Pessoas–Animais–Natureza                        | 162   | 4,43 / 100,00   | 2,94 |
|                         | CDS – Partido Popular                           | 136   | 3,72 / 100,00   | -    |
|                         | LIVRE                                           | 51    | 1,40 / 100,00   | 0,51 |
|                         | Aliança                                         | 46    | 1,26 / 100,00   | Novo |
|                         | Partido Comunista dos Trabalhadores Portugueses | 40    | 1,09 / 100,00   | 0,82 |
|                         | Outros (com menos de 1,00%)                     | 136   | 3,72 / 100,00   |      |
| Votos Inválidos         | Votos Inválidos                                 | 229   | 6,27 / 100,00   | 0,09 |
| Total                   | Total                                           | 3 655 | 100,00 / 100,00 |      |
| Eleitorado/Participação | Eleitorado/Participação                         | 9 678 | 37,77 / 100,00  | 1,22 |

#### Canelas
| Partido                 | Partido                        | Votos  | %               | +/-  |
| ----------------------- | ------------------------------ | ------ | --------------- | ---- |
|                         | Partido Socialista             | 1 547  | 36,96 / 100,00  | 0,14 |
|                         | Partido Social Democrata       | 799    | 19,09 / 100,00  | -    |
|                         | Bloco de Esquerda              | 543    | 12,97 / 100,00  | 7,62 |
|                         | Pessoas–Animais–Natureza       | 232    | 5,54 / 100,00   | 3,47 |
|                         | Coligação Democrática Unitária | 190    | 4,54 / 100,00   | 6,05 |
|                         | CDS – Partido Popular          | 153    | 3,66 / 100,00   | -    |
|                         | LIVRE                          | 60     | 1,43 / 100,00   | 0,54 |
|                         | Basta!                         | 55     | 1,31 / 100,00   | 0,59 |
|                         | Nós, Cidadãos!                 | 54     | 1,29 / 100,00   | Novo |
|                         | Aliança                        | 50     | 1,19 / 100,00   | Novo |
|                         | Outros (com menos de 1,00%)    | 148    | 3,54 / 100,00   |      |
| Votos Inválidos         | Votos Inválidos                | 355    | 8,48 / 100,00   | 1,04 |
| Total                   | Total                          | 4 186  | 100,00 / 100,00 |      |
| Eleitorado/Participação | Eleitorado/Participação        | 11 753 | 35,62 / 100,00  | 0,26 |

#### Canidelo
| Partido                 | Partido                        | Votos  | %               | +/-  |
| ----------------------- | ------------------------------ | ------ | --------------- | ---- |
|                         | Partido Socialista             | 3 667  | 37,79 / 100,00  | 0,70 |
|                         | Partido Social Democrata       | 1 569  | 16,17 / 100,00  | -    |
|                         | Bloco de Esquerda              | 1 363  | 14,05 / 100,00  | 7,20 |
|                         | Pessoas–Animais–Natureza       | 652    | 6,72 / 100,00   | 4,76 |
|                         | Coligação Democrática Unitária | 573    | 5,91 / 100,00   | 6,83 |
|                         | CDS – Partido Popular          | 373    | 3,84 / 100,00   | -    |
|                         | Nós, Cidadãos!                 | 166    | 1,71 / 100,00   | Novo |
|                         | LIVRE                          | 159    | 1,64 / 100,00   | 0,33 |
|                         | Iniciativa Liberal             | 111    | 1,14 / 100,00   | Novo |
|                         | Aliança                        | 105    | 1,08 / 100,00   | Novo |
|                         | Outros (com menos de 1,00%)    | 298    | 3,06 / 100,00   |      |
| Votos Inválidos         | Votos Inválidos                | 667    | 6,87 / 100,00   | 0,47 |
| Total                   | Total                          | 9 703  | 100,00 / 100,00 |      |
| Eleitorado/Participação | Eleitorado/Participação        | 24 322 | 39,89 / 100,00  | 1,73 |

#### Grijó e Sermonde
| Partido                 | Partido                        | Votos  | %               | +/-  |
| ----------------------- | ------------------------------ | ------ | --------------- | ---- |
|                         | Partido Socialista             | 1 365  | 35,23 / 100,00  | 1,57 |
|                         | Partido Social Democrata       | 1 045  | 26,97 / 100,00  | -    |
|                         | Bloco de Esquerda              | 361    | 9,32 / 100,00   | 4,62 |
|                         | Pessoas–Animais–Natureza       | 196    | 5,06 / 100,00   | 3,53 |
|                         | CDS – Partido Popular          | 179    | 4,62 / 100,00   | -    |
|                         | Coligação Democrática Unitária | 140    | 3,61 / 100,00   | 5,01 |
|                         | Aliança                        | 46     | 1,19 / 100,00   | Novo |
|                         | LIVRE                          | 44     | 1,14 / 100,00   | 0,34 |
|                         | Nós, Cidadãos!                 | 42     | 1,08 / 100,00   | Novo |
|                         | Outros (com menos de 1,00%)    | 158    | 4,09 / 100,00   |      |
| Votos Inválidos         | Votos Inválidos                | 299    | 7,71 / 100,00   | 0,45 |
| Total                   | Total                          | 3 875  | 100,00 / 100,00 |      |
| Eleitorado/Participação | Eleitorado/Participação        | 10 446 | 37,10 / 100,00  | 0,63 |

#### Gulpilhares e Valadares
| Partido                 | Partido                                         | Votos  | %               | +/-  |
| ----------------------- | ----------------------------------------------- | ------ | --------------- | ---- |
|                         | Partido Socialista                              | 2 407  | 32,27 / 100,00  | 1,25 |
|                         | Partido Social Democrata                        | 1 529  | 20,50 / 100,00  | -    |
|                         | Bloco de Esquerda                               | 792    | 10,62 / 100,00  | 5,79 |
|                         | Pessoas–Animais–Natureza                        | 530    | 7,11 / 100,00   | 5,03 |
|                         | Coligação Democrática Unitária                  | 461    | 6,18 / 100,00   | 7,16 |
|                         | CDS – Partido Popular                           | 425    | 5,70 / 100,00   | -    |
|                         | Nós, Cidadãos!                                  | 180    | 2,41 / 100,00   | Novo |
|                         | LIVRE                                           | 134    | 1,80 / 100,00   | 0,21 |
|                         | Aliança                                         | 133    | 1,78 / 100,00   | Novo |
|                         | Iniciativa Liberal                              | 103    | 1,38 / 100,00   | Novo |
|                         | Partido Comunista dos Trabalhadores Portugueses | 75     | 1,01 / 100,00   | 0,85 |
|                         | Outros (com menos de 1,00%)                     | 194    | 2,60 / 100,00   |      |
| Votos Inválidos         | Votos Inválidos                                 | 495    | 6,64 / 100,00   | 1,74 |
| Total                   | Total                                           | 7 458  | 100,00 / 100,00 |      |
| Eleitorado/Participação | Eleitorado/Participação                         | 19 266 | 38,71 / 100,00  | 1,61 |

#### Madalena
| Partido                 | Partido                                         | Votos | %               | +/-  |
| ----------------------- | ----------------------------------------------- | ----- | --------------- | ---- |
|                         | Partido Socialista                              | 1 335 | 36,06 / 100,00  | 1,84 |
|                         | Partido Social Democrata                        | 683   | 18,45 / 100,00  | -    |
|                         | Bloco de Esquerda                               | 446   | 12,05 / 100,00  | 7,37 |
|                         | Pessoas–Animais–Natureza                        | 235   | 6,35 / 100,00   | 3,98 |
|                         | Coligação Democrática Unitária                  | 206   | 5,56 / 100,00   | 6,72 |
|                         | CDS – Partido Popular                           | 169   | 4,57 / 100,00   | -    |
|                         | Nós, Cidadãos!                                  | 139   | 3,75 / 100,00   | Novo |
|                         | Aliança                                         | 51    | 1,38 / 100,00   | Novo |
|                         | Iniciativa Liberal                              | 51    | 1,38 / 100,00   | Novo |
|                         | LIVRE                                           | 45    | 1,22 / 100,00   | 0,49 |
|                         | Partido Comunista dos Trabalhadores Portugueses | 42    | 1,13 / 100,00   | 0,81 |
|                         | Outros (com menos de 1,00%)                     | 81    | 2,18 / 100,00   |      |
| Votos Inválidos         | Votos Inválidos                                 | 219   | 5,92 / 100,00   | 2,19 |
| Total                   | Total                                           | 3 702 | 100,00 / 100,00 |      |
| Eleitorado/Participação | Eleitorado/Participação                         | 9 042 | 40,94 / 100,00  | 1,11 |

#### Mafamude e Vilar do Paraíso
| Partido                 | Partido                        | Votos  | %               | +/-  |
| ----------------------- | ------------------------------ | ------ | --------------- | ---- |
|                         | Partido Socialista             | 5 943  | 31,91 / 100,00  | 1,18 |
|                         | Partido Social Democrata       | 3 999  | 21,47 / 100,00  | -    |
|                         | Bloco de Esquerda              | 2 486  | 13,35 / 100,00  | 7,02 |
|                         | Pessoas–Animais–Natureza       | 1 325  | 7,11 / 100,00   | 5,16 |
|                         | Coligação Democrática Unitária | 1 097  | 5,89 / 100,00   | 6,07 |
|                         | CDS – Partido Popular          | 849    | 4,56 / 100,00   | -    |
|                         | LIVRE                          | 386    | 2,07 / 100,00   | 0,37 |
|                         | Nós, Cidadãos!                 | 354    | 1,90 / 100,00   | Novo |
|                         | Aliança                        | 322    | 1,73 / 100,00   | Novo |
|                         | Iniciativa Liberal             | 228    | 1,22 / 100,00   | Novo |
|                         | Outros (com menos de 1,00%)    | 571    | 3,07 / 100,00   |      |
| Votos Inválidos         | Votos Inválidos                | 1 065  | 5,72 / 100,00   | 1,88 |
| Total                   | Total                          | 18 625 | 100,00 / 100,00 |      |
| Eleitorado/Participação | Eleitorado/Participação        | 46 412 | 40,13 / 100,00  | 1,86 |

#### Oliveira do Douro
| Partido                 | Partido                                         | Votos  | %               | +/-  |
| ----------------------- | ----------------------------------------------- | ------ | --------------- | ---- |
|                         | Partido Socialista                              | 3 111  | 40,25 / 100,00  | 1,16 |
|                         | Partido Social Democrata                        | 1 255  | 16,24 / 100,00  | -    |
|                         | Bloco de Esquerda                               | 887    | 11,47 / 100,00  | 5,41 |
|                         | Pessoas–Animais–Natureza                        | 530    | 6,86 / 100,00   | 4,86 |
|                         | Coligação Democrática Unitária                  | 530    | 6,86 / 100,00   | 6,46 |
|                         | CDS – Partido Popular                           | 273    | 3,53 / 100,00   | -    |
|                         | LIVRE                                           | 148    | 1,91 / 100,00   | 0,07 |
|                         | Nós, Cidadãos!                                  | 96     | 1,24 / 100,00   | Novo |
|                         | Aliança                                         | 87     | 1,13 / 100,00   | Novo |
|                         | Partido Comunista dos Trabalhadores Portugueses | 85     | 1,10 / 100,00   | 0,96 |
|                         | Outros (com menos de 1,00%)                     | 258    | 3,33 / 100,00   |      |
| Votos Inválidos         | Votos Inválidos                                 | 470    | 6,08 / 100,00   | 0,41 |
| Total                   | Total                                           | 7 730  | 100,00 / 100,00 |      |
| Eleitorado/Participação | Eleitorado/Participação                         | 19 953 | 38,74 / 100,00  | 0,22 |

#### Pedroso e Seixezelo
| Partido                 | Partido                        | Votos  | %               | +/-  |
| ----------------------- | ------------------------------ | ------ | --------------- | ---- |
|                         | Partido Socialista             | 2 573  | 37,94 / 100,00  | 1,57 |
|                         | Partido Social Democrata       | 1 432  | 21,12 / 100,00  | -    |
|                         | Bloco de Esquerda              | 688    | 10,15 / 100,00  | 5,71 |
|                         | Pessoas–Animais–Natureza       | 370    | 5,46 / 100,00   | 3,50 |
|                         | CDS – Partido Popular          | 313    | 4,62 / 100,00   | -    |
|                         | Coligação Democrática Unitária | 269    | 3,97 / 100,00   | 4,90 |
|                         | Aliança                        | 116    | 1,71 / 100,00   | Novo |
|                         | LIVRE                          | 103    | 1,52 / 100,00   | 0,27 |
|                         | Nós, Cidadãos!                 | 86     | 1,27 / 100,00   | Novo |
|                         | Outros (com menos de 1,00%)    | 287    | 4,24 / 100,00   |      |
| Votos Inválidos         | Votos Inválidos                | 544    | 8,03 / 100,00   | 0,09 |
| Total                   | Total                          | 6 781  | 100,00 / 100,00 |      |
| Eleitorado/Participação | Eleitorado/Participação        | 17 948 | 37,78 / 100,00  | 0,81 |

#### Sandim, Olival, Lever e Crestuma
| Partido                 | Partido                                         | Votos  | %               | +/-  |
| ----------------------- | ----------------------------------------------- | ------ | --------------- | ---- |
|                         | Partido Socialista                              | 2 161  | 35,32 / 100,00  | 0,81 |
|                         | Partido Social Democrata                        | 1 673  | 27,34 / 100,00  | -    |
|                         | CDS – Partido Popular                           | 464    | 7,58 / 100,00   | -    |
|                         | Bloco de Esquerda                               | 459    | 7,50 / 100,00   | 3,97 |
|                         | Pessoas–Animais–Natureza                        | 231    | 3,78 / 100,00   | 2,43 |
|                         | Coligação Democrática Unitária                  | 188    | 3,07 / 100,00   | 3,50 |
|                         | Partido Comunista dos Trabalhadores Portugueses | 61     | 1,00 / 100,00   | 0,59 |
|                         | Outros (com menos de 1,00%)                     | 385    | 6,29 / 100,00   |      |
| Votos Inválidos         | Votos Inválidos                                 | 497    | 8,13 / 100,00   | 0,68 |
| Total                   | Total                                           | 6 119  | 100,00 / 100,00 |      |
| Eleitorado/Participação | Eleitorado/Participação                         | 14 795 | 41,36 / 100,00  | 0,24 |

#### Santa Marinha e São Pedro da Afurada
| Partido                 | Partido                        | Votos  | %               | +/-  |
| ----------------------- | ------------------------------ | ------ | --------------- | ---- |
|                         | Partido Socialista             | 4 251  | 35,01 / 100,00  | 0,10 |
|                         | Partido Social Democrata       | 2 304  | 18,98 / 100,00  | -    |
|                         | Bloco de Esquerda              | 1 604  | 13,21 / 100,00  | 6,88 |
|                         | Pessoas–Animais–Natureza       | 802    | 6,61 / 100,00   | 4,42 |
|                         | Coligação Democrática Unitária | 764    | 6,29 / 100,00   | 6,80 |
|                         | CDS – Partido Popular          | 515    | 4,24 / 100,00   | -    |
|                         | LIVRE                          | 245    | 2,02 / 100,00   | 0,33 |
|                         | Aliança                        | 179    | 1,47 / 100,00   | Novo |
|                         | Nós, Cidadãos!                 | 175    | 1,44 / 100,00   | Novo |
|                         | Iniciativa Liberal             | 174    | 1,43 / 100,00   | Novo |
|                         | Outros (com menos de 1,00%)    | 362    | 2,98 / 100,00   |      |
| Votos Inválidos         | Votos Inválidos                | 766    | 6,31 / 100,00   | 0,69 |
| Total                   | Total                          | 12 141 | 100,00 / 100,00 |      |
| Eleitorado/Participação | Eleitorado/Participação        | 30 503 | 39,80 / 100,00  | 1,16 |

#### São Félix da Marinha
| Partido                 | Partido                        | Votos  | %               | +/-  |
| ----------------------- | ------------------------------ | ------ | --------------- | ---- |
|                         | Partido Socialista             | 1 683  | 33,81 / 100,00  | 0,48 |
|                         | Partido Social Democrata       | 1 189  | 23,89 / 100,00  | -    |
|                         | Bloco de Esquerda              | 486    | 9,76 / 100,00   | 5,83 |
|                         | CDS – Partido Popular          | 307    | 6,17 / 100,00   | -    |
|                         | Pessoas–Animais–Natureza       | 292    | 5,87 / 100,00   | 3,87 |
|                         | Coligação Democrática Unitária | 201    | 4,04 / 100,00   | 4,15 |
|                         | Aliança                        | 88     | 1,77 / 100,00   | Novo |
|                         | Nós, Cidadãos!                 | 84     | 1,69 / 100,00   | Novo |
|                         | LIVRE                          | 79     | 1,59 / 100,00   | 0,47 |
|                         | Iniciativa Liberal             | 70     | 1,41 / 100,00   | Novo |
|                         | Outros (com menos de 1,00%)    | 128    | 2,56 / 100,00   |      |
| Votos Inválidos         | Votos Inválidos                | 371    | 7,45 / 100,00   | 1,06 |
| Total                   | Total                          | 4 978  | 100,00 / 100,00 |      |
| Eleitorado/Participação | Eleitorado/Participação        | 11 525 | 43,19 / 100,00  | 2,70 |

#### Serzedo e Perosinho
| Partido                 | Partido                        | Votos  | %               | +/-  |
| ----------------------- | ------------------------------ | ------ | --------------- | ---- |
|                         | Partido Socialista             | 1 673  | 36,07 / 100,00  | 0,30 |
|                         | Partido Social Democrata       | 1 068  | 23,03 / 100,00  | -    |
|                         | Bloco de Esquerda              | 476    | 10,26 / 100,00  | 6,13 |
|                         | Pessoas–Animais–Natureza       | 273    | 5,89 / 100,00   | 4,45 |
|                         | CDS – Partido Popular          | 239    | 5,15 / 100,00   | -    |
|                         | Coligação Democrática Unitária | 194    | 4,18 / 100,00   | 5,77 |
|                         | Aliança                        | 55     | 1,19 / 100,00   | Novo |
|                         | LIVRE                          | 54     | 1,16 / 100,00   | 0,64 |
|                         | Nós, Cidadãos!                 | 54     | 1,16 / 100,00   | Novo |
|                         | Basta!                         | 47     | 1,01 / 100,00   | 0,10 |
|                         | Outros (com menos de 1,00%)    | 156    | 3,36 / 100,00   |      |
| Votos Inválidos         | Votos Inválidos                | 349    | 7,53 / 100,00   | 0,18 |
| Total                   | Total                          | 4 638  | 100,00 / 100,00 |      |
| Eleitorado/Participação | Eleitorado/Participação        | 12 466 | 37,21 / 100,00  | 0,61 |

#### Vilar de Andorinho
| Partido                 | Partido                                         | Votos  | %               | +/-  |
| ----------------------- | ----------------------------------------------- | ------ | --------------- | ---- |
|                         | Partido Socialista                              | 2 182  | 40,56 / 100,00  | 2,74 |
|                         | Partido Social Democrata                        | 798    | 14,83 / 100,00  | -    |
|                         | Bloco de Esquerda                               | 700    | 13,01 / 100,00  | 6,51 |
|                         | Pessoas–Animais–Natureza                        | 366    | 6,80 / 100,00   | 4,39 |
|                         | Coligação Democrática Unitária                  | 341    | 6,34 / 100,00   | 6,82 |
|                         | CDS – Partido Popular                           | 164    | 3,05 / 100,00   | -    |
|                         | LIVRE                                           | 94     | 1,75 / 100,00   | 0,08 |
|                         | Partido Comunista dos Trabalhadores Portugueses | 72     | 1,34 / 100,00   | 1,48 |
|                         | Nós, Cidadãos!                                  | 65     | 1,21 / 100,00   | Novo |
|                         | Basta!                                          | 57     | 1,06 / 100,00   | 0,11 |
|                         | Aliança                                         | 56     | 1,04 / 100,00   | Novo |
|                         | Outros (com menos de 1,00%)                     | 135    | 2,51 / 100,00   |      |
| Votos Inválidos         | Votos Inválidos                                 | 350    | 6,50 / 100,00   | 1,11 |
| Total                   | Total                                           | 5 380  | 100,00 / 100,00 |      |
| Eleitorado/Participação | Eleitorado/Participação                         | 15 387 | 34,96 / 100,00  | 0,09 |